# Student & Starter
Student & Starter (StuSta) is een lokale politieke partij in de Nederlandse stad Utrecht. De partij is in november 2013 opgericht. Bij de gemeenteraadsverkiezingen van 2014 behaalde Student & Starter één zetel in de Utrechtse gemeenteraad. Bij zowel de verkiezingen van 2018 als die van 2022 werden twee zetels behaald. In 2022 nam de partij voor het eerst deel aan de coalitie en levert een wethouder, Eva Oosters.

## Ideologie
Student & Starter kent geen vaste partij-ideologie of beginselprogramma. Het doel van de partij is namelijk om "het perspectief vanuit studenten en starters op alles wat er in de stad speelt in de gemeenteraad in te brengen". In de praktijk focust de partij zich o.a. op, betaalbare woonruimte, een duurzame stad, een levendige stad, sport en een inclusieve stad waar je jezelf kan zijn.
Relatief uniek vergeleken met andere partijen is dat raadsleden voor Student & Starter geen hele termijn van vier jaar uitzitten. Raadsleden zitten maximaal twee jaar en worden dan gewisseld. Het idee hierachter is dat de partij op deze manier van frisse ideeën zou worden voorzien, maar ook omdat veel studenten en starters zich niet voor een gehele termijn aan Utrecht zouden kunnen binden. Velen veranderen namelijk in die periode van studie of krijgen een baan in een andere stad. Ook STIP uit Delft en Student & Stad uit Groningen wisselt van raadsleden.

## Geschiedenis
Bij de raadsverkiezing in 2014 werden er 4.993 stemmen op Student & Starter uitgebracht. Dit was 3,6% van de totaal uitgebrachte stemmen en goed voor één zetel. In sommige stembureaus was Student & Starter zelfs de derde partij, zoals op De Uithof of op het Tuindorp-West Complex. Conform afspraak (zie boven) vertrok lijsttrekker Steven Menke in 2016 uit de Utrechtse raad en werd hij vervangen door Reinhild Freytag.
In mei 2017 koos het congres van Student & Starter Tim Homan als lijsttrekker voor de verkiezing in 2018. Bij de verkiezingen in 2018 won de partij 6.445 stemmen en 4,1%, genoeg voor een tweede zetel. De beste resultaten voor de partij kwamen uit de wijken Oost en de Binnenstad, de slechtste uit Leidsche Rijn en Vleuten-De Meern.
De lijsttrekker voor de verkiezingen in maart 2022 was Esma Kendir, die eerder algemeen bestuurslid was bij de LSVb. Hier behaalde de partij twee zetels, die werden vervuld door lijsttrekker Kendir en raadslid Oudejans, die op lijstplek 3 stond en met voorkeursstemmen werd verkozen. Na de behaalde zetels in maart nam Student & Starter deel aan de coalitie waarin Eva Oosters wethouder werd.
Nadat haar termijn erop zat zou in december 2023 Kendir worden opgevolgd door een nieuwe fractievoorzitter. Hiervoor werd Ruben Snijder (nummer 7), van de lijst uitgekozen, wat inhield dat de personen die hoger op de kandidatenlijst stonden moesten afzien van het raadslidmaatschap. Dit werd geweigerd door Victor Paalman, de nummer 2 op de kandidatenlijst, die inmiddels geen lid meer van de partij was en een intentieverklaring had ondertekend waarin stond dat hij op de hoogte was van het wisselsysteem en de roulatie van fractieleiders zou volgen. Toen eerder bekend werd dat de partij Snijder aanwees als opvolger na een interne sollicitatieprocedure waarin Paalman niet doorheen kwam, zegde Paalman zijn lidmaatschap bij Student & Starter op. Paalman maakte vervolgens bekend een nieuwe partij op te gaan richten. In maart 2024 vond alsnog de wissel plaats en werd Snijder leider van de gemeenteraadsfractie van de partij.

## Verkiezingsuitslagen
| Jaar | Stemmen | %    | Zetels | Lijsttrekker | Programma                             |
| ---- | ------- | ---- | ------ | ------------ | ------------------------------------- |
| 2014 | 4.993   | 3,6% | 1      | Steven Menke | "Utrechtse Visie, Utrechtse Toekomst" |
| 2018 | 6.445   | 4,1% | 2      | Tim Homan    | "Oude Stad-Frisse Blik"               |
| 2022 | 8.546   | 5,4% | 2      | Esma Kendir  | "Nieuwe Energie voor Utrecht"         |

## Huidige raadsleden
- Ruben Snijder

## Oud-raadsleden
- Steven Menke
- Reinhild Freytag
- Tim Homan
- Eva Oosters
- Jeffrey Koppelaar
- Tessa Sturkenboom
- Esma Kendir
- Annemarijn Oudejans

## Trivia
- Utrecht is niet de enige Nederlandse gemeente met een partij met een achterban van studenten en jonge mensen in de gemeenteraad. In Delft en Groningen zijn sinds 1994 studentenpartijen vertegenwoordigd in de raad, namelijk respectievelijk STIP en Student en Stad. In Delft levert STIP sinds 1998 een wethouder. Sinds de gemeenteraadsverkiezingen van 2022 heeft ook Leiden een studentenpartij in de raad, namelijk Studenten voor Leiden. Verder ook M:OED in Maastricht en Connect Wageningen in Wageningen (Nederland).